# Reazione di Bertagnini
La reazione di Bertagnini è una reazione chimica tra un'aldeide e un bisolfito con formazione di una bisolfitina dell'aldeide, detta anche composto di Bertagnini. La reazione prende il nome da Cesare Bertagnini, chimico italiano dell'Ottocento.
Il meccanismo di reazione prevede l'attacco del doppietto elettronico sullo zolfo del bisolfito, che è un nucleofilo, nei confronti del carbonile aldeidico, che è un elettrofilo, con formazione di un legame carbonio-zolfo. La migrazione del protone, quindi, conduce alla sintesi della bisolfitina dell'aldeide. Generalmente i bisolfiti che si utilizzano sono il NaHSO3 o il KHSO3, e di conseguenza il composto di Bertagnini è un sale di sodio o di potassio.
Il composto di Bertagnini può essere ritrasformato nell'aldeide da cui deriva mediante trattamento con eccesso di soluzione di Na2CO3 acquosa o di HCl acquosa diluita.
La formazione dei composti di Bertagnini viene sfruttata come saggio di riconoscimento delle aldeidi; queste ultime (e raramente alcuni metilchetoni), infatti, reagiscono selettivamente con il bisolfito dando luogo a derivati cristallini, che possono essere isolati, purificati e caratterizzati.